# 오늘과 내일
오늘과 내일은 KBS 한민족방송(AM 972, 6015, 1170kHz)에서 방송되는 라디오 프로그램이다. 진행자는 이창진 아나운서이며, 방송시간은 평일 밤 11시부터 밤 11시 55분까지이다.

## 역사
2000년 5월 1일에 첫방송을 시작해, 2005년 4월 30일에 잠정적으로 폐지됐다가, 2008년 4월 21일에 다시 부활했다.

## 코너소개
- 남북한 주요뉴스 with 박하진 (월~금) : 남북관계와 북한에 대한 주요 단신 소개
- 오늘의 초점 (월~금) : 오늘의 가장 핫한 남북관계 & 북한 관련 이슈 등을 해당 분야 전문가를 통해 집중 분석
- 북한은 지금 (월~금) : 북한 내부 정치, 경제, 사회 등 주요 소식을 남한에서 활발하게 활동하고 있는 탈북 출신 기자들을 통해 발 빠르게 전달
- 여기는 서울입니다 with 박희진 (월~금) : 대한민국의 최근 경제, 스포츠, 문화공연, 사회 풍속도, 탈북자생활 등을 요일별로 전달
- 지구촌은 지금 with 조윤주 (월~금) : 주요 국제뉴스와 북한 관련 외신 등을 전달